# Cubaris fasciatus
Cubaris fasciatus är en kräftdjursart som beskrevs av Lewis 1998. Cubaris fasciatus ingår i släktet Cubaris och familjen Armadillidae. Inga underarter finns listade i Catalogue of Life.